# Kerkhof van Wez-Velvain (Velvain)
Het Kerkhof van Wez-Velvain (Velvain) is een gemeentelijke begraafplaats in de Belgische plaats Velvain, een gehucht van Wez-Velvain. Het kerkhof ligt ten noorden van de Église Saint-Piat aan de Rue du Veillé. Op het kerkhof staat een gedenkteken voor drie oud-strijders en een Britse gesneuvelde.

## Brits oorlogsgraf
Tegen de noordelijke muur van het kerkhof ligt het graf van een Britse gesneuvelde uit de Eerste Wereldoorlog. Het graf is van Ernest George Watson, soldaat bij het Machine Gun Corps (Infantry) die sneuvelde op 5 november 1918. Zijn graf wordt onderhouden door de Commonwealth War Graves Commission en is daar geregistreerd onder Wez-Velvain (Velvain) Churchyard.